# كويزي ثنائي اللون
كويزي ثنائي اللون (الاسم العلمي:Cantharellus discolor) هو نوع من الفطريات يتبع جنس الكويزي من فصيلة الكويزية.